# Saipem 12000
La Saipem 12000 è una nave per prospezioni petrolifere utilizzata dal gruppo Eni e battente bandiera delle Bahamas, registrata presso il porto di Nassau.
Principalmente è stata oggetto dell'interesse pubblico per la vicenda che ha coinvolto la nave soggetta al blocco delle autorità turche mentre tentava di raggiungere la zona n.3 di ricerca petrolifera nella Zona Economica Esclusiva della Repubblica di Cipro; la nave è stata intimata di non proseguire la sua rotta verso la destinazione programmata e successivamente oggetto di evoluzioni da parte di navi da guerra turche con dichiarazioni contrastanti da parte delle autorità greche, che sostengono Cipro, e della marina militare italiana.